# Jazyk (logika)
V matematické logice se pod pojmem jazyk rozumí pevně zvolená množina symbolů, pomocí nichž se vytvářejí formule. Pojem jazyka náleží do oblasti logické syntaxe.

## Definice
Každý jazyk se skládá ze symbolů dvou druhů – logických, které jsou povinně prvky každého jazyka a mimologických, které se mohou pro různé jazyky lišit.

### Logické symboly jazyka
Logické symboly jazyka jsou:
- spočetně mnoho symbolů pro proměnné: {\displaystyle v_{0},v_{1},\ldots } (V matematické praxi se obvykle proměnné značí písmeny {\displaystyle x,y,z,\ldots }, vždy to však lze chápat tak, že tato písmena jsou ve skutečnosti nějaká {\displaystyle \,v_{i}}.)
- symboly pro logické spojky: {\displaystyle \neg }, {\displaystyle \Rightarrow } (případně ještě {\displaystyle \vee }, {\displaystyle \land }, {\displaystyle \Leftrightarrow }, tyto symboly však lze zavést také definicí)
- symboly pro kvantifikátory: {\displaystyle \forall } (případně {\displaystyle \exists }, který lze zavést definicí)
- symbol pro rovnost: {\displaystyle \,=} (pokud jde o jazyk logiky s rovností)
- pomocné symboly – závorky: {\displaystyle (} a {\displaystyle )}, popřípadě i další.

### Mimologické symboly jazyka
Mimologické symboly jazyka mohou být libovolné symboly různé od symbolů logických a také vzájemně po dvou různé. Může jich být libovolně (i nekonečně) mnoho. Ke každému mimologickému symbolu je zároveň přiřazen jeho druh a četnost (arita). Existují tři druhy mimologických symbolů:
- Konstantní symboly
- Funkční symboly
- Predikátové symboly

Signatura je funkce {\displaystyle \,\sigma } definovaná na množině všech mimologických symbolů přiřazující každému mimologickému symbolu S přirozené číslo {\displaystyle \,\sigma (S)} nazývané četnost (arita) symbolu S tak, že {\displaystyle \sigma (c)=0} pro každý konstantní symbol c. Funkční resp. predikátový symbol četnosti n se také nazývá n-ární funkční resp. predikátový symbol.

### Jazyk
Jazykem rozumíme trojici {\displaystyle \langle LS,MLS,\sigma \rangle }, kde LS jsou všechny logické symboly jazyka, MLS mimologické symboly a {\displaystyle \,\sigma } signatura pro tyto mimologické symboly. Jazyk se obvykle zadává pouze vypsáním jeho mimologických symbolů a stanovením jejich četností, neboť logické symboly jsou společné pro všechny jazyky.

## Kardinalita jazyka
Kardinalita jazyka je maximum z mohutnosti množiny jeho mimologických symbolů a kardinálu {\displaystyle \aleph _{0}} (viz funkce alef).

## Příklady
- Jazyk, který má jediný mimologický symbol {\displaystyle \,\in }, který je predikátový četnosti 2, se nazývá jazykem teorie množin. Zapisuje se často jako {\displaystyle \,<\in >}. Symbol {\displaystyle \,\in } popisuje relaci „být prvkem“.
- Jazyk, který má jeden konstantní symbol: {\displaystyle \,0}, jeden predikátový symbol: {\displaystyle \leq } četnosti 2 a tři funkční symboly: {\displaystyle \,S} četnosti 1, {\displaystyle \,+} četnosti 2 a {\displaystyle \,\cdot } četnosti 2, se nazývá jazyk aritmetiky (Symbol {\displaystyle \,S} označuje operaci následníka (tj. přičtení jedničky), ostatní symboly mají klasické významy).